# Ricardo Samper
Ricardo Samper e Ibañez (Valência, 25 de agosto de 1881 — Genebra, 27 de outubro de 1938) foi um político da Espanha. Ocupou o lugar de presidente do governo de Espanha em 1934.